# Зайтенрода
Зайтенрода (нім. Seitenroda) — громада в Німеччині, розташована в землі Тюрингія. Входить до складу району Заале-Гольцланд. Складова частина об'єднання громад Зюдліхес-Заалеталь.
Площа — 4,05 км2. Населення становить 202 ос. (станом на 31 грудня 2021).